# Nipponeurorthus multilineatus
Nipponeurorthus multilineatus là một loài côn trùng trong họ Nevrorthidae thuộc bộ Neuroptera. Loài này được Nakahara miêu tả năm 1966.